# Georg Weidenhöfer

Georg Weidenhöfer

Georg Weidenhöfer (* 13. Januar 1882 in Zeven, Provinz Hannover; † 15. Dezember 1956 in Achim) war ein deutscher Klostergutspächter, Hofbesitzer und nationalsozialistischer Politiker.

## Leben
Nach dem Besuch der Volksschule in Zeven, der Mittelschule in Achim und der Landwirtschaftlichen Schule Rotenburg war Weidenhöfer landwirtschaftlicher Verwalter und Inspektor auf Gütern in Thüringen, Pommern und Ostpreußen. Von 1907 bis 1915 bewirtschaftete er einen Bauernhof in Familienbesitz bei Achim. Anschließend war er bis 1933 Klostergutspächter in Burg Sittensen.
Weidenhöfer tat sich als Agrarpolitiker hervor. So war er Mitglied der Landwirtschaftskammer und von 1925 bis 1932 des Provinziallandtages der Provinz Hannover, Vorstandsmitglied des Hannoverschen Landbundes, Vorsitzender des Landbundes im Kreis Zeven und Mitglied des Zevener Kreistages sowie Kreisdeputierter. Im Mai 1924 zog Weidenhöfer für die Nationalsozialistische Freiheitspartei (später Völkische Arbeitsgemeinschaft) in den Reichstag ein (Wahlkreis 16 – Südhannover-Braunschweig). Das Mandat hielt er in der zweiten und dritten Wahlperiode bis Mai 1928.
Nach einer persönlichen Rücksprache mit Adolf Hitler trat Weidenhöfer am 1. April 1929 der NSDAP (Mitgliedsnummer 121.760) bei. In seiner Funktion als landwirtschaftlicher Fachberater der NSDAP spielte Weidenhöfer fortan eine bedeutsame Rolle bei der Ausbreitung der Partei im Regierungsbezirk Stade. Von April 1930 bis September 1933 war er stellvertretender NSDAP-Gauleiter für Ost-Hannover. Ab 1931 gehörte er zudem dem Gesamtvorstand des Hannoverschen Landbundes an, wobei er die Öffnung des Bundes für NSDAP-Mitglieder entscheidend vorangetrieben hatte. Im April 1932 zog er für die NSDAP in den preußischen Landtag ein, legte das Landtagsmandat allerdings kurz nach seiner erneuten Wahl in den Reichstag im Juli 1932 (Wahlkreis 15 – Osthannover) nieder. Dem Reichstag gehörte er von der sechsten bis zur achten Wahlperiode an.
Nach der nationalsozialistischen „Machtergreifung“ wurde Weidenhöfer im November 1933 nicht erneut für den Reichstag vorgeschlagen. Um 1936 erhielt er die Berechtigung, die Uniform eines Stellvertretenden Gauleiters mit dem Abzeichen für Ausgeschiedene zu tragen. Von 1933 bis 1945 war Weidenhöfer Verbandsvorsteher des Elektrizitätsverbandes Stade und Generaldirektor der Überland AG Hannover. Um 1940 war er Präsident der Industrie- und Handelskammer Verden, später dann Vorstandsmitglied der dortigen Gauwirtschaftskammer. Im Jahr 1944 war er Mitglied des Volksgerichtshofs.
Bei Kriegsende wurde Weidenhöfer gefangen genommen und bis Ende 1947 interniert, zunächst bei Fallingbostel, später in Rotenburg. In der Entnazifizierung wurde er am 19. September 1949 in die Kategorie III („Minderbelastete“) eingestuft.